# 1181
Високе Середньовіччя •  Золота доба ісламу •  Реконкіста •  Хрестові походи •  Київська Русь

## Геополітична ситуація
Візантію очолює Олексій II Комнін (до 1183). Фрідріх Барбаросса є імператором Священної Римської імперії (до 1190). Філіп II Август править у Франції (до 1223).
Апеннінський півострів розділений: північ належить Священній Римській імперії, середню частину займає Папська область, більша частина півдня належить Сицилійському королівству. Деякі міста півночі: Венеція, Піза, Генуя тощо, мають статус міст-республік, частина з яких об'єднана Ломбардською лігою.
Південь Піренейського півострова в руках у маврів. Північну частину півострова займають християнські Кастилія, Леон (Астурія, Галісія), Наварра, Арагонське королівство (Арагон, Барселона) та Португалія. Королем Англії є Генріх II Плантагенет (до 1189), королем Данії — Вальдемар I Великий (до 1182).
У Києві княжить Святослав Всеволодович (до 1194). Ярослав Осмомисл княжить у Галичі (до 1187), Ярослав Всеволодович у Чернігові (до 1198), Всеволод Велике Гніздо у Володимирі-на-Клязмі (до 1212). Новгородська республіка та Володимиро-Суздальське князівство фактично відокремилися від Русі. У Польщі період роздробленості. На чолі королівства Угорщина стоїть Бела III (до 1196).
На Близькому Сході існують держави хрестоносців: Єрусалимське королівство, Антіохійське князівство, графство Триполі. Сельджуки окупували Персію та Малу Азію, в Єгипті та частині Сирії править династія Аюбідів, у Магрибі панують Альмохади, у Середній Азії правлять Караханіди та Каракитаї. Газневіди втримують частину Індії. У Китаї співіснують держава ханців, де править династія Сун, держава чжурчженів, де править династія Цзінь, та держава тангутів Західна Ся. На півдні Індії домінує Чола. В Японії наближається до кінця період Хей'ан.

## Події
- Рюрик Ростиславич із роду смоленських Ростиславичів ненадовго захопив Київ, однак поступився Святославу Всеволодовичу, отримавши як компенсацію «всю Русь».
- Розпочався понтифікат Луція III.
- Імператор Священної Римської імперії Фрідріх Барбаросса захопив Любек. Західна Померанія стала частиною імперії.
- Французький король Філіп II Август вигнав євреїв з Парижа і скасував борги християн перед ними.
- Розпочалися Альбігойські війни. Перший похід проти альбігойців не мав успіху.
- Користуючись негараздами у Візантії після смерті Мануїла I Комніна, Угорщина та Сербія відібрали в імперії значні території на Балканах.
- Угорці відбили Задар у Венеції.
- Гуридський полководець Мухаммад Горі, проводячи завойовницьку кампанію в Північній Індії, підступив до Лахора.
- У Японії продовжувалася війна Мінамото і Тайра. Неврожай у західній частині країни сприяв перевазі клану Мінамото.
- Китайські та японські астрономи спостерігали спалах на небі, який тепер інтерпретують яку супернову.